# انستروم ۴۸۰

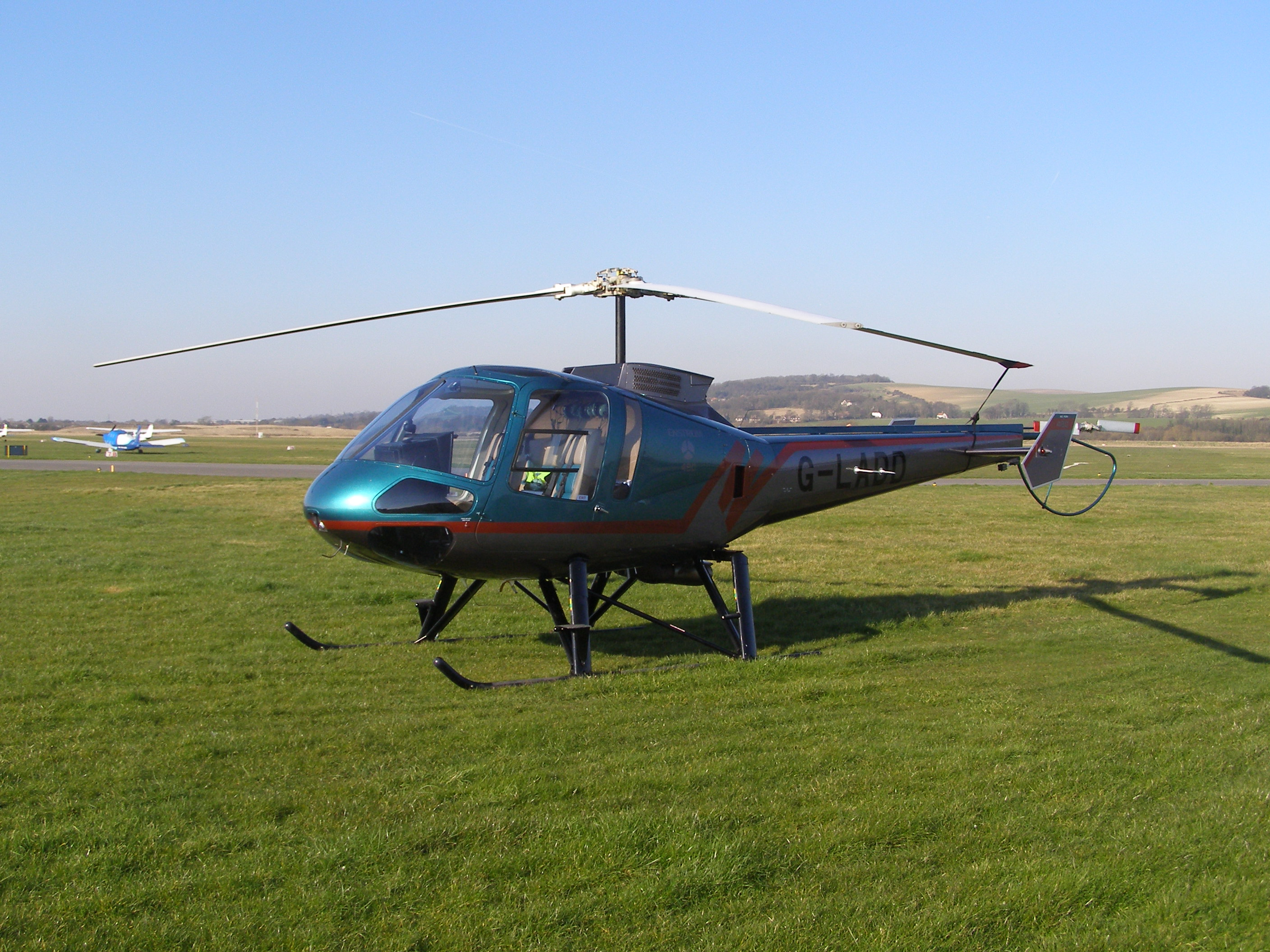
انستروم ۴۸۰

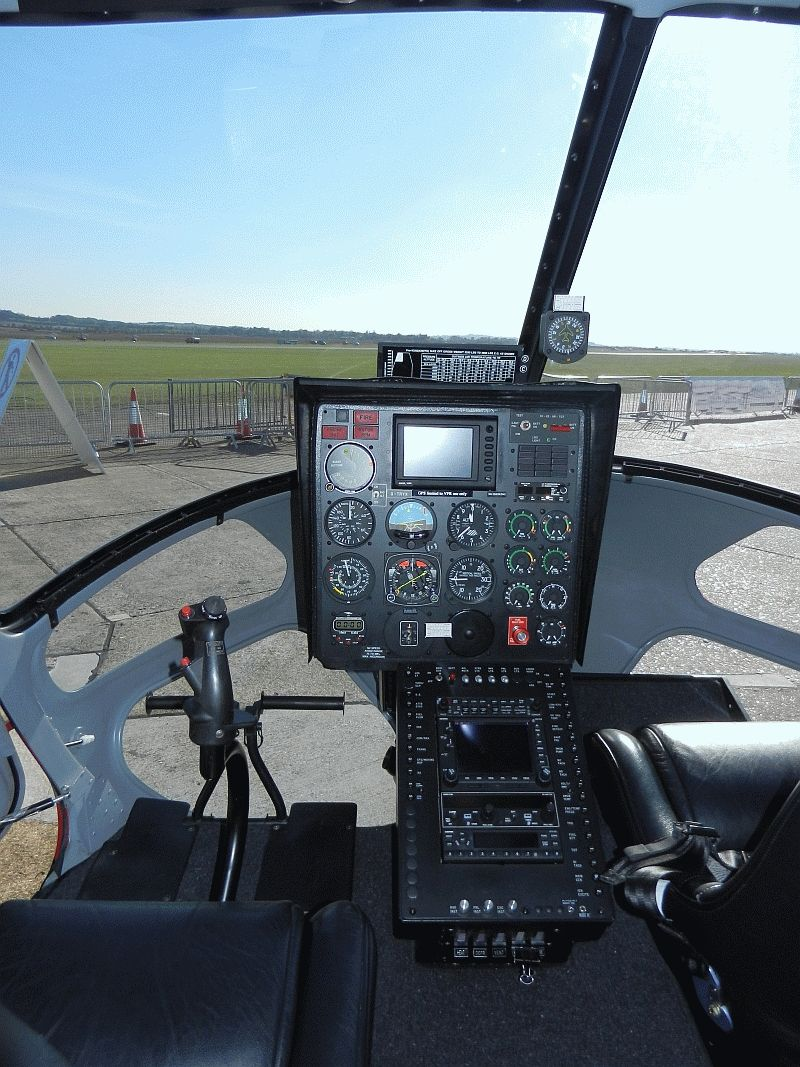
کابین ۴۸۰

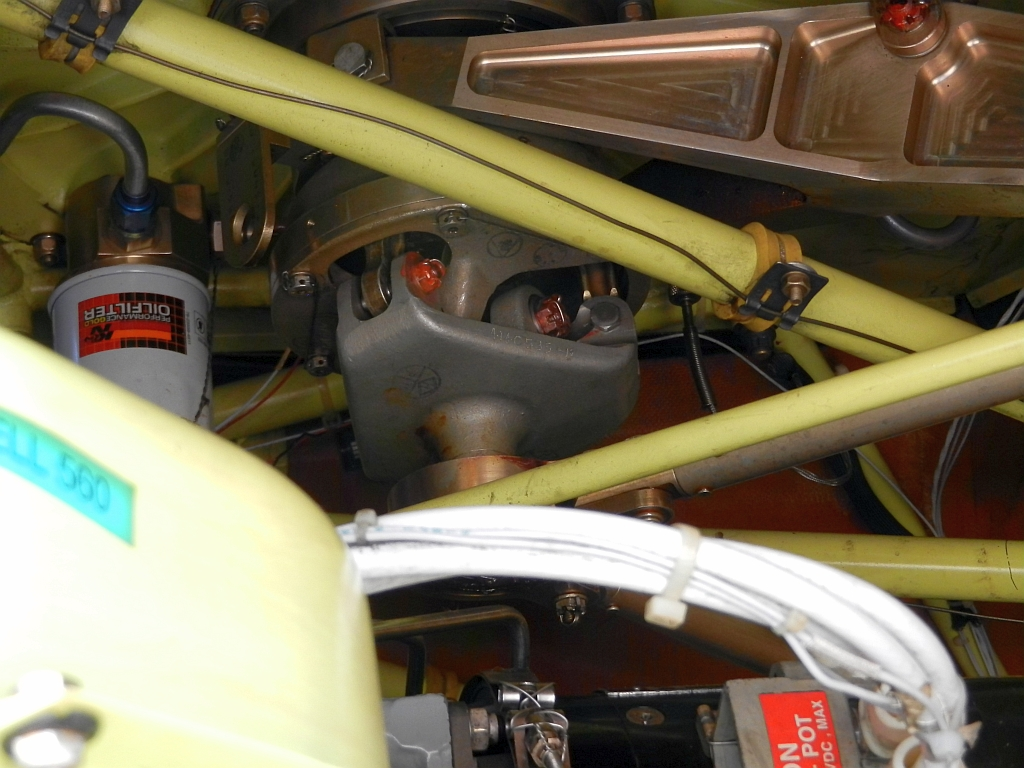
سواش پلیت

انستروم ۴۸۰ (به انگلیسی: Enstrom 480) یک بالگرد سبک کوچک محصول شرکت بالگردسازی انستروم است.

## توسعه
در دهه ۸۰ میلادی شرکت انستروم دو بالگرد اف-۲۸ و ۲۸۰ با موتور پیستونی ساخت و ارتش آمریکا درخواست ساخت یک بالگرد آموزشی با موتور جت را به شرکت انستروم ارائه کرد؛ بنابراین شرکت انستروم با بهره‌گیری از بدنهٔ انستروم اف ۲۸ مدلی با موتور توربوشفت آلیسون ۲۵۰ ارائه نمود و آن را TH28 نام نهاد. تی‌اچ به معنای Training Helicopter است که ارتش برای آموزش خلبانان خود در نظر گرفته بود؛ ولی ارتش آمریکا از کیفیت این محصول راضی نبود و معامله انجام نشد. در این میان کیفیت محصول مورد نظر برای مصارف غیرنظامی قابل قبول بود و شرکت انستروم مدل ۴۸۰ را در سال ۱۹۹۳ به بازار معرفی نمود که از یک موتور توربوشفت آلیسون C20W بهره می‌برد.

## طراحی
اسکلت ۴۸۰ از لوله‌های فولادی ایجاد شده و بدنهٔ آن نیز از جنس آلومینیم است. خلبان در صندلی چپ قرار دارد که برای بالگردها مسئله‌ای غیرمعمول است. این بالگرد فاقد سامانهٔ هیدرولیکی است و یک سامانه مکانیکی ملخ را کنترل می‌کند. گیربکس انستروم ۴۸۰ بهینه نیست و با وجود اینکه موتور آلیسون ۲۵۰، قدرت ۴۲۰ اسب بخار را فراهم می‌کند بخش زیادی از قدرت توسط گیربکس هدر می‌رود و ۳۰۵ اسب بخار تنها بمدت ۵ دقیقه در اختیار ملخ‌ها قرار می‌گیرد. این میزان نیز پابرجا نبوده و در پرواز کروز این میزان به ۲۷۷ اسب بخار کاهش پیدا می‌کند؛ بنابراین این بالگرد بیشتر در دمای پایین و ارتفاع زیاد توانایی و کارایی خوبی از خود نشان می‌دهد.

## کاربران

### کاربران غیرنظامی
انستروم ۴۸۰ بطور گسترده در موارد غیرنظامی به کار می‌رود.

### کاربران نظامی و دولتی
جمهوری چک (آموزشگاه خلبانی ارتش)
 گینه استوایی (ارتش)
 اندونزی (گارد ملی)
 ژاپن (پلیس)
 تایلند (ارتش)
 ونزوئلا (نیروی هوایی)

### کاربران پیشین
کانادا (پلیس)
 استونی (مرزبانی)

## مشخصات
داده‌ها از The International Directory of Civil Aircraft, 2003-2004
ویژگی‌های عمومی
- خدمه: یک خلبان
- ظرفیت: چهار سرنشین
- طول: ۲۹ فوت ۱۰ اینچ (۹٫۰۹ متر)
- ارتفاع: ۹ فوت ۷ اینچ (۲٫۹۲ متر)
- وزن خالی: ۱٬۶۷۵ پوند (۷۶۰ کیلوگرم)
- وزن ناخالص: ۲٬۸۵۰ پوند (۱٬۲۹۳ کیلوگرم)
- پیشرانه: ۱ عدد  Rolls-Royce Model 250-C20W turboshaft, ۲۸۵ hp (۲۱۵ kW)
- قطر روتور اصلی:  ۳۲ فوت ۰ اینچ (۹٫۷۵ متر)
- مساحت روتور اصلی: ۸۰۴ فوت مربع (۷۴٫۷ متر مربع)

عملکرد
- سرعت کروز: ۱۳۱ مایل بر ساعت (۲۱۱ کیلومتر بر ساعت، ۱۱۴ گره)
- بُرد: ۴۳۵ مایل (۷۰۰ کیلومتر، ۳۷۸ مایل دریایی)
- حداکثر ارتفاع: ۱۳٬۰۰۰ فوت (۳٬۹۶۲ متر)
- نرخ صعود: ۱٬۵۰۰ فوت بر دقیقه (۷٫۶۲ متر بر ثانیه)